# Горличка бліда
Горличка бліда (Leptotila pallida) — вид голубоподібних птахів родини голубових (Columbidae). Мешкає в Південній Америці.

## Опис
Довжина птаха становить 23-26 см. У самців лоб, обличчя і горло білі, тім'я сіре, потилиця і задня частина шиї пурпурово-сірі. Верхня частина тіла рудувато-коричневі або каштанові. Підборіддя і горло білі, груди і шия з боків рожевувато-білі, живіт і гузка білі. Пера на гузці чорнуваті з білими кінчиками. Очі жовті, навколо очей плями голої малинової шкіри, дзьоб чорний, лапи червоні. У самиць рудуватий відтінок є менш виражений.

## Поширення і екологія
Бліді горлички мешкають на західному узбережжі Колумбії і Еквадору та на крайньому північному заході Перу (Тумбес). Вони живуть у вологих і сухих рівнинних тропічних лісах. Зустрічаються на висоті до 800 м над рівнем моря. Живляться насінням, плодами і комахами, яких шукають в лісовій підстилці.